# Gemerské Dechtáre
Gemerské Dechtáre é um município da Eslováquia, situado no distrito de Rimavská Sobota, na região de Banská Bystrica. Tem 20,2 km² de área e sua população em 2018 foi estimada em 439 habitantes.

## Demografia
| Ano:        | 1994 | 2004   | 2014   | 2024   |
| ----------- | ---- | ------ | ------ | ------ |
| Broj ljudi: | 488  | 448    | 442    | 413    |
| Razlika:    |      | -8,19% | -1,33% | -6,56% |

| Ano:               | 2023 | 2024   |
| ------------------ | ---- | ------ |
| Número de pessoas: | 417  | 413    |
| Diferença:         |      | -0,95% |